# Hungry (Winger)
Hungry è una canzone del gruppo musicale statunitense Winger, estratta come quarto e ultimo singolo dal loro album di debutto Winger nel settembre del 1989. Ha raggiunto la posizione numero 85 della Billboard Hot 100 e la numero 34 della Mainstream Rock Songs negli Stati Uniti.

## Video musicale
Il videoclip del brano racconta la storia di un uomo che cade in depressione dopo aver provocato la morte della propria ragazza in un incidente stradale, dal quale lui riesce però a salvarsi. All'inizio del video, prima dell'incidente, i due ascoltano la canzone Headed for a Heartbreak alla radio.

## Tracce
7" Single  A|B Atlantic 7-88859
1. Hungry – 3:58
2. Time of Surrender – 4:10

## Classifiche
| Classifica (1989)             | Posizione massima |
| ----------------------------- | ----------------- |
| Stati Uniti                   | 85                |
| Stati Uniti (mainstream rock) | 34                |